# San Pedro (Messico)
San Pedro è una municipalità del Messico, situato nello stato di Coahuila, il cui capoluogo è la località omonima.
Il 12 aprile 1914 qui avvenne l'omonima battaglia di San Pedro de las Colonias tra le truppe della División del Norte di Pancho Villa contro le truppe federali di Juan Andreu Almazán, risoltasi con la vittoria dei Villisti ribelli.